# The Baron (альбом)
| Оценки критиков               | Оценки критиков |
| Источник                      | Оценка          |
| ----------------------------- | --------------- |
| AllMusic                      | [ 1 ]           |
| The Rolling Stone Album Guide | [ 2 ]           |

The Baron — студийный альбом американского кантри-певца Джонни Кэша, изданный 1 июня 1981 года лейблом Columbia Records. Заглавный трек стал хитом первой десятки, а всего было выпущено три сингла, включая «Mobile Bay» и «The Reverend Mr. Black» / «Chattanooga City Limit Sign», хотя два последних оказались довольно неудачными в чартах, заняв 60 и 71 места.
Кэш записал альбом с кантри-политен продюсером Билли Шеррилом. Другие записи с ним были опубликованы в альбоме 2014 года Out Among the Stars.

## Отзывы
Альбом получил умеренные и положительные отзывы музыкальной критики и интернет-изданий. Диск занял 24-е место в чарте кантри-альбомов Billboard Top Country Albums, а заглавный сингл The Baron поднялся до 10-го места в Hot Country Songs.
The Boston Globe писала: «То, что половина песен частично озвучена, иногда поверх сиропных струнных, добавляет неловкости».

## Список композиций
| №   | Название                                            | Автор(ы)                                                   | Длительность |
| --- | --------------------------------------------------- | ---------------------------------------------------------- | ------------ |
| 1.  | «The Baron»                                         | Paul Richey, Billy Sherrill, Jerry Taylor                  | 3:37         |
| 2.  | «Mobile Bay»                                        | David Kirby, Curly Putman                                  | 3:01         |
| 3.  | «(I Learned) The Hard Way»                          | Jerry Lynn Lansdowne                                       | 2:59         |
| 4.  | «Ceiling, Four Walls and a Floor»                   | Tom T. Hall                                                | 2:40         |
| 5.  | «Hey, Hey, Train»                                   | Marty Stuart                                               | 2:42         |
| 6.  | «The Reverend Mr. Black / Lonesome Valley (Medley)» | Jerry Leiber, Mike Stoller, Billy Edd Wheeler / Jed Peters | 3:11         |
| 7.  | «The Blues Keep Getting Bluer»                      | Ron Reynolds                                               | 2:34         |
| 8.  | «Chattanooga City Limit Sign»                       | Robert Rhett Drawdy                                        | 3:52         |
| 9.  | «Thanks to You»                                     | Jerry Lynn Lansdowne                                       | 2:29         |
| 10. | «Greatest Love Affair»                              | Mack David, Billy Sherrill                                 | 3:31         |

## Чарты

### Альбом (еженедельные чарты)
| Чарт (1981)                        | Высшая позиция |
| ---------------------------------- | -------------- |
| США (Billboard Top Country Albums) | 24             |

### Синглы
| Год  | Сингл                                                    | Высшая позиция | Высшая позиция |
| Год  | Сингл                                                    | US Country     | CAN Country    |
| ---- | -------------------------------------------------------- | -------------- | -------------- |
| 1981 | «The Baron»                                              | 10             | 6              |
| 1981 | «Mobile Bay»                                             | 60             | —              |
| 1982 | «The Reverend Mr. Black» / «Chattanooga City Limit Sign» | 71             | —              |
| 1982 | «The Reverend Mr. Black» / «Chattanooga City Limit Sign» | 71 (flip)      | —              |